# Clémentine Deliss
Clémentine Deliss (* 1960 in London) ist eine österreichisch-französische Kuratorin und Museumsleiterin.

## Leben
Clémentine Deliss hat eine französische Mutter und einen österreichischen Vater. Sie studierte von 1977 bis 1988 Ethnologie und Gegenwartskunst in Wien, Paris und London. In ihrer Dissertation, die sie 1988 an der University of London einreichte, behandelte sie den Aufbau des ethnologischen Musée de l’Homme in Paris am Anfang des 20. Jahrhunderts.
Nach der Promotion arbeitete sie freiberuflich als Mitarbeiterin, Kuratorin und Leiterin von Festivals, internationalen Ausstellungen und Forschungsprojekten zu Themen der Vermittlung von Ethnologie und Kunst. Für die Royal Academy of Arts in London war sie von 1992 bis 1995 künstlerische Leiterin des Projekts „africa95“.
Von 2003 bis 2010 leitete sie das Projekt „Future Academy“ in Edinburgh in Kooperation mit dem Edinburgh College of Art, der National Gallery of Scotland und der University of Edinburgh, in dem die zukünftige Organisation von musealen Sammlungen an der Schnittstelle von Ethnologie und Kunst untersucht werden sollte.
Ihre Publikationsreihe „Metronome“ wurde an verschiedenen Orten herausgegeben und auch bei der documenta 10 und documenta 12 präsentiert.
Eine Tätigkeit als Gastdozentin führte sie von September 1998 bis Ende 1999 an die Städelschule in Frankfurt am Main. In Frankfurt übernahm sie 2010 die Leitung des Weltkulturen Museums. Der bis 2018 vereinbarte Anstellungsvertrag wurde im Mai 2015 vom Frankfurter Kulturdezernenten Felix Semmelroth fristlos gekündigt. Das Arbeitsgericht Frankfurt am Main stellte im März 2016 formale Mängel in Bezug auf die erfolgte außerordentliche Kündigung fest, die Parteien einigten sich in einem Vergleich auf eine Abfindung für Deliss.
2016 forschte Deliss als Fellow am Wissenschaftskolleg zu Berlin. 2020 erschien das Buch The Metabolic Museum, in dem sie den Umgang der ethnologischen Museen mit ihrem kolonialen Erbe kritisiert und Ideen für eine zeitgemäße Ausstellungskultur skizziert.

## Schriften/Ausstellungen (Auswahl)
- Entre-Pologiste. Das ethnografische Museum als Experimentierfeld, in: Hermann Parzinger, Stefan Aue, Günter Stock (Hrsg.):  ArteFakte: Wissen ist Kunst – Kunst ist Wissen : Reflexionen und Praktiken wissenschaftlich-künstlerischer Begegnungen. Bielefeld : transcript, 2014, S. 435–450.
- Foreign Exchange (or the stories you wouldn't tell a stranger). Edited by Clémentine Deliss and Yvette Mutumba. Frankfurt am Main. diaphanes, 2014.
- The Metabolic Museum. Hantje Cantz Verlag, Berlin 2020, ISBN  978-3-7757-4780-6.